# Генеральный секретарь ЦК ТПК
Генеральный секретарь ЦК Трудовой партии Кореи (ТПК) является главой партии и фактическим главой северокорейского государства.
Трудовая партия Кореи была создана в 1949 году слиянием Трудовой партии Северной Кореи и Трудовой Партии Южной Кореи. С момента основания ТПК должность её главы занимал Ким Ир Сен: сначала как Председатель ЦК ТПК, а с 1966 года — как Генеральный секретарь ЦК ТПК. После смерти Ким Ир Сена в 1994 году генеральным секретарём стал его сын Ким Чен Ир, занимавший этот пост до своей смерти в 2011 году.
11 апреля 2012 года Ким Чен Ир посмертно был провозглашён Вечным Генеральным секретарём ЦК ТПК, а его сын Ким Чен Ын стал во главе партии, заняв должность Первого секретаря ЦК ТПК. 9 мая 2016 года, на VII съезде партии, должность была переименована в Председателя ТПК, а 11 января 2021 года, по решению VIII съезда ТПК, сменила название на Генерального секретаря ЦК ТПК.

## Первые секретари ЦК КП Кореи
| № | Вождь        | Вождь | Дата начала полномочий | Дата окончания полномочий |
| - | ------------ | ----- | ---------------------- | ------------------------- |
| 1 | Нам Ман Чхун |       | 17 апреля 1925 года    | 10 декабря 1928 года      |
| 2 | Хегай Га И   |       | 10 декабря 1928 года   | 25 апреля 1932 года       |
| 3 | Ким Ир Сен   |       | 25 апреля 1932 года    | 15 августа 1945 года      |

## Генеральные секретари ЦК КП Кореи
| № | Вождь      | Вождь | Дата начала полномочий | Дата окончания полномочий |
| - | ---------- | ----- | ---------------------- | ------------------------- |
| 1 | Ким Ир Сен |       | 15 августа 1945 года   | 11 октября 1966 года      |

## Председатель ЦК ТП Кореи
| № | Вождь      | Вождь | Дата начала полномочий | Дата окончания полномочий |
| - | ---------- | ----- | ---------------------- | ------------------------- |
| 1 | Ким Ир Сен |       | 30 июня 1949 года      | 11 октября 1966 года      |

## Генеральные секретари ЦК ТП Кореи
| № | Вождь      | Вождь | Дата начала полномочий | Дата окончания полномочий                            |
| - | ---------- | ----- | ---------------------- | ---------------------------------------------------- |
| 1 | Ким Ир Сен |       | 11 октября 1966 года   | 8 июля 1994 года                                     |
| 2 | Ким Чен Ир |       | 8 октября 1997 года    | 17 декабря 2011 года (де-факто) действующий (де-юре) |
| 3 | Ким Чен Ын |       | 11 января 2021 года    | Действующий                                          |

## Первые секретари ЦК ТП Кореи
| № | Вождь      | Вождь | Дата начала полномочий | Дата окончания полномочий |
| - | ---------- | ----- | ---------------------- | ------------------------- |
| 1 | Ким Чен Ын |       | 11 апреля 2012 года    | 9 мая 2016 года           |

## Председатель ТП Кореи
| № | Вождь      | Вождь | Дата начала полномочий | Дата окончания полномочий |
| - | ---------- | ----- | ---------------------- | ------------------------- |
| 1 | Ким Чен Ын |       | 9 мая 2016 года        | 11 января 2021 года       |